# Erik Bruyland
Erik Bruyland (Kolwezi, 16 december 1952) is een Belgisch redacteur en journalist.

## Levensloop
Bruyland werd geboren in Belgisch-Congo, waar hij van 1978 tot 1984 de familieonderneming 'Ets Bruyland' leidde. Hij studeerde politieke en sociale wetenschappen aan de Katholieke Universiteit Leuven.
In 1995 werd hij aangesteld als hoofdredacteur van het economisch tijdschrift Trends. In 1996 kreeg hij in deze hoedanigheid het gezelschap van Johan Van Overtveldt. In 2000 werden beiden opgevolgd als hoofdredacteur door Piet Depuydt. Bruyland bleef vervolgens als senior writer actief voor het tijdschrift tot 2012. Hij schreef voornamelijk over geopolitiek en internationale handel. Daarnaast schreef hij over economie, politiek en mijnbouw in de Democratische Republiek Congo.
In 2021 publiceerde uitgeverij Lannoo Bruylands boek Kobalt Blues - De ondermijning van Congo 1960-2020 (ISBN 9789401476775). Éditions Racine bracht de Franstalige versie uit.